# 토큰링

토큰 링의 두 가지 예. a) 하나의 MAU를 사용. b) 각기 서로 연결된 여러 개의 MAU(Multistation Access Unit)를 사용

토큰링 네트워크

토큰링(Token Ring)은 OSI 모델의 데이터 링크 계층에서 쓰이는 근거리통신망 프로토콜이다. 1980년대 초반 IBM은 토큰링 기술을 개발했고 IEEE 802.5로 표준화되었다. 당시에는 매우 성공적이었으나 1990년대 초반 이더넷이 개발되면서 잘 쓰이지 않게 되었다. IBM은 토큰링이 이더넷보다 빠르고 안정적이라는 주장을 펼쳤지만 성공적이지 못했다. 더 이상 IBM은 토큰링을 사용하거나 홍보하지 않는다.

## 개요
초기인 1985년의 토큰링 네트워크는 전송속도가 4Mbps였지만, 1989년에 IBM이 16Mbps의 토큰링 제품을 생산하였으며, IEEE 802.5 기준도 이를 지원하도록 확장되었다.
토큰링 네트워크는 여러 스테이션(컴퓨터)들이 하나의 링(고리)에 이어져 형성되며, 데이터는 항상 한 방향으로만 흐른다. 정확히 말하면 데이터가 한 컴퓨터에서 다음 컴퓨터로 순서대로 전달된다. 각각의 스테이션은 바로 이전의 스테이션이 전달해준 비트를 그대로 다음 스테이션에 전달해주는 역할을 수행한다.
보통 3바이트로 이루어진 하나의 제어토큰이 생성되어 한 방향으로 링을 순환하며 스테이션들의 네트워크 접속을 제어한다. 만약 어느 스테이션도 전송을 하고 있지 않다면, 이 제어토큰 프레임이 링을 끊임없이 순환한다.
데이터 프레임을 같은 네트워크 내의 스테이션에 전달하고자 하는 스테이션은 이 토큰을 획득하여야만 전송을 할 수 있다. 정확하게 말하면, 이 스테이션은 토큰이 돌아오기를 기다렸다가, 토큰이 전달되면 그것을 다음 컴퓨터에게 전달하지 않고, 전송하고자 하는 프레임을 내보낸다. 그 다음의 스테이션들은 이 데이터를 그대로 다음 스테이션으로 넘기고, 이 프레임의 수신자에게 도착하였을때, 이 수신자는 이 프레임의 복사본을 만들어 보관한다.
하지만 이 스테이션 또한 계속 그 프레임을 다음 스테이션에 전송한다. 그러다가 최초의 전송자에게 이 프레임이 돌아왔을때, 전송자는 이 프레임을 흡수하고 원래의 토큰 프레임을 다음 컴퓨터에게 전송한다.
토큰링은 처음엔 이더넷보다 이론적으로 빠르고 안정적인 기술로 각광받았으나, 후에 스위치 이더넷이 개발되면서 급격하게 쇠퇴하고 말았다.

## 같이 보기
- 이더넷